# Synagoge Borghorst (Steinfurt)

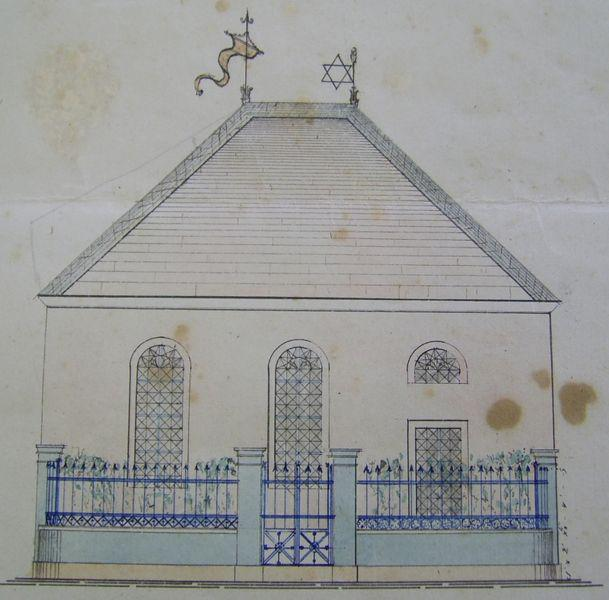
Bauzeichnung der Synagoge in Borghorst (1854)

Die Synagoge in Borghorst, einem Stadtteil von Steinfurt im Kreis Steinfurt in Nordrhein-Westfalen, wurde 1854/55 errichtet. Die Synagoge befand sich an der Ecke Mittelstraße/Lechtestraße.
Der Synagogenbau im Dorfzentrum wurde durch ein Darlehen eines örtlichen Fabrikanten ermöglicht. Das Synagogengebäude, das bereits im Herbst 1938 nicht mehr im Besitz der jüdischen Gemeinde war, wurde am 9./10. November 1938 durch Brandstiftung völlig eingeäschert.

## Gedenken
Im Jahr 1965 wurde am Standort der Synagoge eine Stele errichtet, die unter einer Menora die Inschrift trägt: „Hier stand das Gotteshaus der jüdischen Gemeinde. Es wurde am 9. November 1938 zerstört durch Frevlerhand.“